# Morpho violaceus
Morpho violaceus är en fjärilsart som beskrevs av Hans Fruhstorfer 1912. Morpho violaceus ingår i släktet Morpho och familjen praktfjärilar. Inga underarter finns listade i Catalogue of Life.